# Karel Richard Richter
Karel Richard Richter (* 29. Januar 1912 in Graslitz, Bezirk Falkenau, Österreich-Ungarn als Karl Richard Richter; † 10. Dezember 1941 in London) war ein sudetendeutscher Spion, der während des Zweiten Weltkrieges in England gefasst und hingerichtet wurde.

## Leben
Karel Richard Richter wurde als Sohn des Gelbgießers Richard Richter und dessen Ehefrau Maria Theresia, geb. Burgert, geboren und arbeitete zunächst im Metallverarbeitungsbetrieb seines Vaters, ehe er als Maschinist auf der Hamburg-New-York-Route zur See fuhr. 1938 wurde das Sudetenland von Nazideutschland annektiert und der bisherige Tschechoslowake Richter fand sich als deutscher Staatsbürger wieder. Als der Zweite Weltkrieg ausbrach, fürchtete Richter, als Marinesoldat eingezogen zu werden. Er beschloss, aus Deutschland zu fliehen. Es gelang ihm, nach Schweden zu reisen. Von dort aus wollte er weiter in die USA, wo er eine Freundin und einen kleinen Sohn hatte. Allerdings wurde er, weil ihm die entsprechenden Papiere fehlten, in Schweden erst inhaftiert und dann wieder nach Deutschland zurückgeschickt und landete im KZ Fuhlsbüttel. Im Tausch gegen seine Freilassung versprach er, für Deutschland zu spionieren.
Zu diesem Zweck wurde er zunächst in Hamburg ausgebildet. In dieser Zeit lernte er Josef Jakobs kennen, der ebenfalls als Spion nach England geschickt werden sollte, um die Operation Seelöwe vorzubereiten. Ihre freien Abende verbrachten die beiden Männer mitunter im Café Dreyer, wo in dieser Zeit Bernard Ettés Orchester spielte und Klara Bäuerle sang. Während Jakobs sich von Bäuerle rasch angezogen fühlte, fand Richter die Sängerin wenig attraktiv.
Sein Abschlusstraining erhielt er in einem Wohnblock in der Vondelstraat in Den Haag. Zur Tarnung erhielt er in dieser Zeit eine Bescheinigung, die ihn als Angestellten der Feldpost in Den Haag auswies. Richters Training in Den Haag dauerte allerdings offenbar nur drei Tage. Er wurde dafür jeweils von Amsterdam nach Den Haag gefahren. Dort hatte er es mit vier Männern zu tun: mit Carl August Johannes Merker, den er wahrscheinlich unter dem Namen Malten oder Merkel kannte, mit Josef Stein, der unter dem Namen Hiller agierte, mit einem Herrn Schulz und mit Georg Zebralla, der sich „Zebra“ nannte.
Bei seiner ersten Mission sollte Karel Richter Ausrüstungsmaterial an einen anderen Spion in England übergeben und überprüfen, ob dieser Mann, Wulf Schmidt, tatsächlich, wie man vermutete, ein Doppelagent war. Ferner sollte er Informationen über die Kontrolle des Straßen- und Eisenbahnsystems sowie die Nutzung von Gasmasken und über die Kontrolle von Ausweisdokumenten z. B. beim Einchecken in Hotels in England sammeln.
Am 12. Mai 1941 trat Richter seine Mission an. Er sprang mit einem Fallschirm über England ab und hatte dabei mehr Glück als Josef Jakobs, der sich schon bei der Landung schwer verletzt hatte: Er landete unbeschadet in der Nähe der White Horse Lane bei Colney und versteckte einen Teil seiner Ausrüstung in dieser Gegend. Zwei Tage lang hielt er sich in einem Feld versteckt. Danach fühlte er sich so krank, dass er beschloss, Hilfe zu suchen. Er suchte eine stark befahrene Straße auf und kam in Kontakt mit zwei Lastwagenfahrern.
Das Geheimdienstprotokoll über seine Festnahme gibt Auskunft über sein weiteres Schicksal: Am Abend des 14. Mai 1941 wurde der Polizist A. J. Scott, der dem Hertfordshire County Constabulary angehörte, in der North Orbital Road im Londoner Stadtteil Colney auf einen Lastwagen aufmerksam, in dessen Nähe drei Männer standen. Die beiden Lastwagenfahrer sprachen den Polizisten an und fragten ihn nach dem Weg in den Norden des Landes. Sie hätten schon den dritten Mann, der etwas abseits stand, gefragt, aber der sei offenbar ein Ausländer, kenne sich nicht aus und sei auf der Suche nach einem Krankenhaus. Der Polizist wies den beiden den Weg, ohne sich um deren Identität oder das Kennzeichen des Lastwagens zu kümmern, und fragte dann Richter nach dessen Woher und Wohin. Richter erklärte, er sei per Anhalter von Ipswich gekommen und eigentlich auf dem Weg nach Cambridge, fühle sich aber krank und wolle ein Krankenhaus aufsuchen. Als Scott nach seinen Papieren fragte, zeigte er ein Dokument vor, das ihn als Fred Snyder auswies, der an der Adresse 14 Duckett Street wohnte. Scott telefonierte nach Sergeant Palmer von St Albans und blieb dann bei Richter, bis Palmer eintraf und die weitere Befragung übernahm. Richter erklärte nun, er sei in Cromer, Norwich, Cambridge und Bury St. Edmunds gewesen und wolle nun nach Cambridge zurück. Palmer nahm ihn mit in die Polizeistation Fleetville, wo Richter dann einen tschechischen Pass vorwies, der auf seinen eigentlichen Namen lautete und keine Einträge über seine Einreise nach England enthielt. Daraufhin wurde Richter untersucht. Er hatte über 550 Pfund in englischen Banknoten, 1400 Dollar und einige holländische Münzen und Banknoten bei sich, außerdem ein Bezugsscheinheft, einen Kompass und den Teil einer Landkarte von East Anglia.

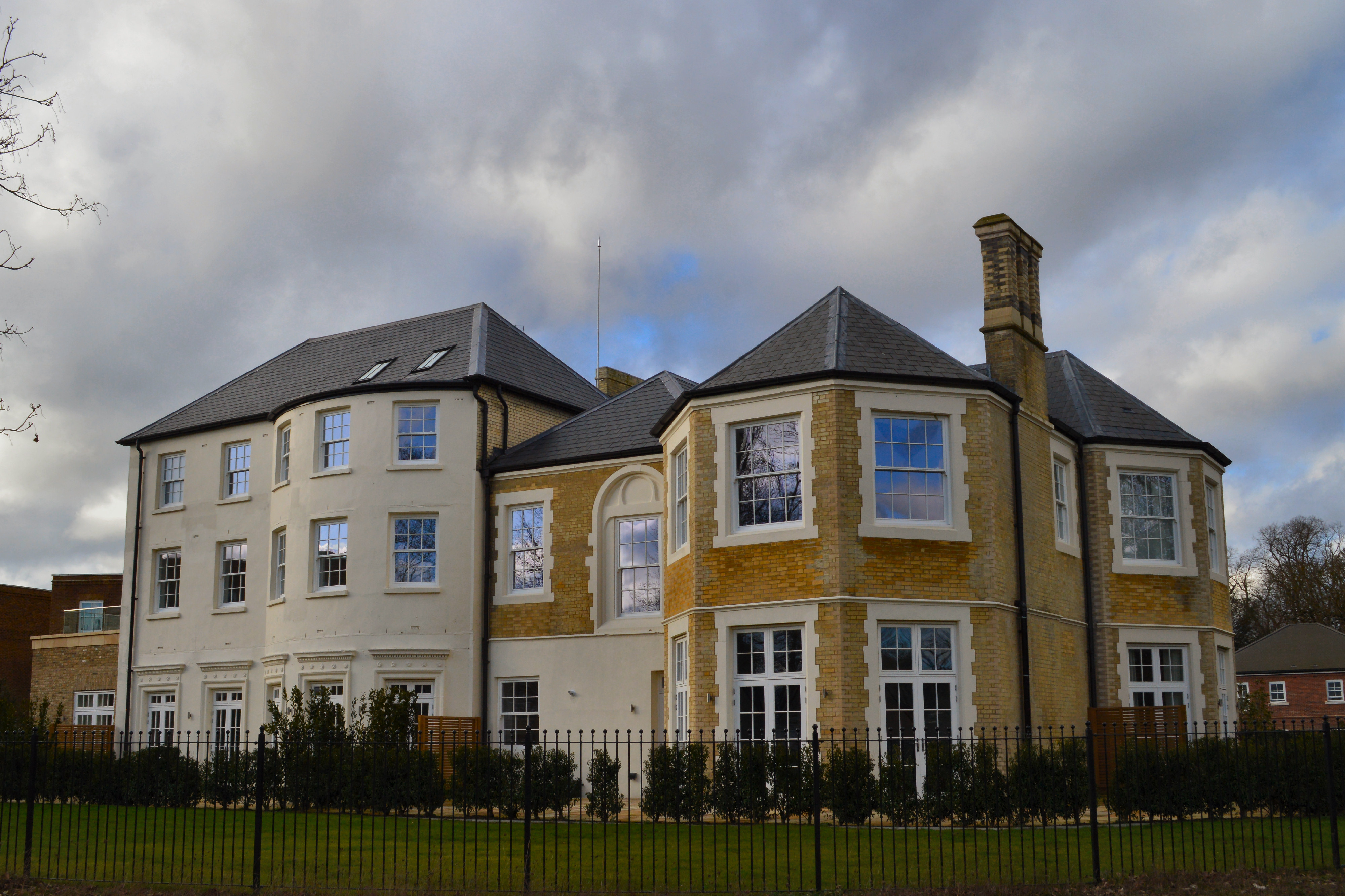
Latchmere House

Bei der Befragung durch den Security Service am anderen Morgen blieb er bei der Aussage, er sei ein Flüchtling und vor mehreren Wochen mit dem Boot in England gelandet. Daraufhin zeigte man ihm eine Fotografie von Josef Jakobs. Er behauptete, diesen Mann nie gesehen zu haben, woraufhin er mit Jakobs konfrontiert wurde, der bereits am 1. Februar 1941 festgenommen worden war. Richter gab nach mehreren Verhörstunden zu, dass er ein Spion war, und gab Auskünfte über seine Aufträge. Major Robin William George Stephens, der an dem Verhör beteiligt gewesen war, erklärte am nächsten Tag, ohne Jakobs hätte man vermutlich keinerlei Informationen aus Richter herausholen können. An der Stelle, an der Richter mit dem Fallschirm gelandet war, fand man unter anderem seinen Sender und eine Waffe. Vom 20. Mai 1941 an spielten die Kräfte, die die beiden Gefangenen zu verhören hatten, die beiden Spione immer wieder gegeneinander aus, um nach und nach mehr Informationen über deren Aufträge zu erhalten. Die Verhöre fanden im sogenannten Camp 020 (Latchmere House, Ham Common oder schlicht Ham genannt) statt. Latchmere House war im frühen 19. Jahrhundert erbaut und zunächst in privaten Händen gewesen. Im Ersten Weltkrieg war es als Offizierslazarett verwendet worden, im Zweiten Weltkrieg diente es als sogenanntes „interrogation center“. Die Einrichtung war nicht auf den entsprechenden Listen des Roten Kreuzes aufgeführt, die Insassen wurden nicht als Kriegsgefangene angesehen und infolgedessen auch nicht nach der Genfer Konvention behandelt. Wer in Latchmere House befragt wurde, der „verschwand einfach vom Angesicht der Erde.“
Richters Prozess fand vom 21. bis zum 24. Oktober 1941 statt. Sein Einspruch gegen das Todesurteil wurde am 24. November 1941 vom Court of Criminal Appeal zur Kenntnis genommen und abgelehnt. Richter wurde am Abend des 10. Dezember 1941 im Gefängnis von Wandsworth hingerichtet, allerdings nicht ohne Schwierigkeiten. Albert Pierrepoint, dessen Aufgabe es war, die Exekution durch Hängen durchzuführen, berichtete, dass Karel Richter mit allen Kräften dagegen kämpfte, gefesselt und hingerichtet zu werden. Möglicherweise habe er zunächst die Absicht gehabt, sich selbst zu betäuben, um bewusstlos aufgehängt zu werden, indem er seinen Kopf gegen die Wand geschlagen habe. Richter rutschte schließlich, weil er selbst mit gefesselten Beinen noch hochsprang und sich zu befreien versuchte, halb aus der Schlinge, die man um seinen Hals legen wollte, brach sich das Rückgrat und starb an dieser Verletzung.
Sein Leichnam endete im Wandsworth Prison Cemetery and Crematorium.